# Gare de Schiltigheim
La gare de Schiltigheim est une gare ferroviaire française située sur le territoire de la commune de Schiltigheim, dans la collectivité européenne d'Alsace, en région Grand Est.
Gare aux marchandises, elle desservait plusieurs embranchements particuliers. 
Elle ne doit pas être confondue avec la gare de Bischheim, également située sur le territoire de la commune de Schiltigheim, ouverte en 1876. Les ateliers de Bischheim, la gare de Bischheim et la gare de Schiltigheim forment le complexe ferroviaire de Bischheim-Schiltigheim.

## Situation ferroviaire
Établie à 141 mètres d'altitude, la gare de Schiltigheim est située au point kilométrique (PK) 3,004 de la ligne de Strasbourg à Lauterbourg, à environ 400 mètres de la gare de Bischheim.
Elle est configurée en cul-de-sac, sa desserte nécessite un rebroussement.

## Histoire

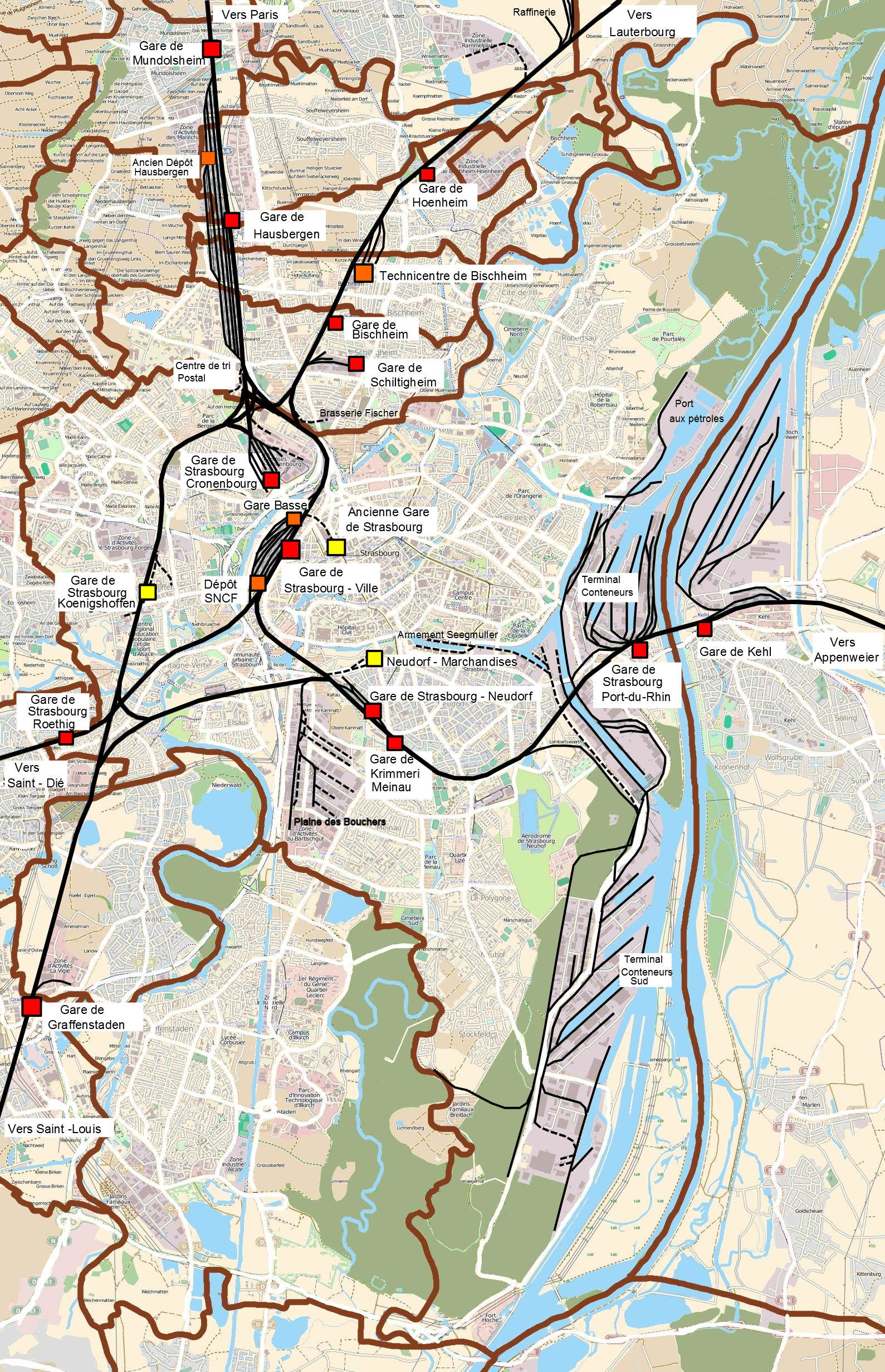
Plan du système ferroviaire de Strasbourg.

Après l'ouverture le la ligne de Paris à Strasbourg en 1852, des industriels locaux s'intéressent au chemin de fer avec le soutien du préfet. La « Société de Raccordement de Schiltigheim (SRS) » est créée en 1869 par Frédéric Guillaume Hatt (brasseur), Louis Schutzenberger (brasseur) et Alfred Herrenschmidt (tanneur). Un embranchement de 1,89 km, établi en bordure de route, permet de relier Schiltigheim à la ligne de Paris à Strasbourg dès 1870. La gare aux marchandises, qui dispose alors de deux entrepôts, est mise en service la même année à proximité de la brasserie de l'Espérance. À ses débuts, l'exploitation est hippomobile.
L'embranchement est prolongé afin de desservir les tanneries Herrenschmidt et les tonnelleries mécaniques Fruhinsholz en 1872. En 1922, l'usine de constructions mécaniques Schiltigheim-Strasbourg (Comessa) se raccorde à l'embranchement. L'embranchement traversait la route de Bischwiller puis empruntait la rue de la Mairie, la rue du Barrage et la rue du Tribunal ou il se scindait en deux : la voie vers l'usine Comessa aboutissait dans l'actuelle avenue Pierre Mendès France tandis que la voie vers les tanneries traversait l'Aar pour se rendre au Wacken. Une desserte était assurée jusqu'en 1969.
La SRS est renommée « Société anonyme des chemins de fer de Schiltigheim (Aktien Gesellschaft der Schiltigheimer Eisenbahn) » en 1875. La configuration de la gare et du réseau est modifiée en 1876 à la suite de l'ouverture de la ligne de Strasbourg à Lauterbourg et de la gare de Bischheim. En 1881, la S.A des chemins de fer de Schiltigheim revend le réseau ferré et une partie des bâtiments à la Direction générale impériale des chemins de fer d'Alsace-Lorraine. 
Schiltigheim devient la deuxième gare aux marchandises du district de Basse-Alsace en 1898. De nouvelles infrastructures, communes avec la gare de Bischheim, sont construites en 1910 notamment le poste d'aiguillage réalisé par les architectes Rilp et Stoeckicht.
Un second embranchement desservant la brasserie Fischer et la conserverie Ungemach est construit en 1912 pour la « Société de chemin de fer industriel (Industriebahngesellschaft mbH) » constituée par Auguste Ehrhardt (directeur de la brasserie) et Léon Ungemach. Après la Première Guerre mondiale la société est renommée « Société de raccordement industriel de Schiltigheim » et les usines de bois Wuilleumier et Bruckert sont raccordées à l'embranchement. Cet embranchement a été utilisé jusqu'en 1998 par la brasserie Fischer. 
Le bureau d'enregistrement, comprenant également un foyer pour les mécaniciens, est érigé en 1913 selon les plans de l'architecte Münzer.
Le bâtiment administratif, de style art déco, de la Société anonyme des chemins de fer de Schiltigheim est construit en 1930 par l'architecte strasbourgeois Henri Risch. Dès l'origine, le rez-de-chaussée du bâtiment comportait des locaux commerciaux (notamment une brosserie-parfumerie). En juin 1941, l'architecte aménage un abri anti-aérien au sein des caves.
Les halles à marchandises et entrepôts (qui se situaient entre la brasserie de l'Espérance et l'usine Caddie) ont été démolis en 1975 après avoir été revendus à la brasserie de l’Espérance. À cette occasion, le plan de voies est également modifié.
L'aménagement d'un pôle de maintenance des rames TER comportant un atelier, une station de ravitaillement en carburant et une machine à laver au défilé était envisagé à l'horizon 2027. Ce projet est finalement annulé au profit du site de la gare de triage de Hausbergen.

## Service du fret
La gare est ouverte au service du fret pour les trains entiers. Le document de référence du réseau (DRR) 2019 indique que la gare dessert une installation terminale embranchée (ITE). L’ITE est celle de la brasserie de l’Espérance Heineken.
En 2011, 30 % des volumes de la brasserie étaient expédiés par le rail. La brasserie n'utilise désormais plus le ferroviaire et, en novembre 2022, Heineken annonce la fermeture du site dans les trois ans. La gare de Schiltigheim n’apparaît plus dans l’édition 2023 du document de référence du réseau.

## Patrimoine ferroviaire
Le poste d'aiguillage qui commande l'accès à la gare (Bischheim Poste 2) est toujours présent en bordure de la ligne Strasbourg - Lauterbourg. L'ancien bureau d'enregistrement qui lui faisait face a cependant été détruit dans les années 2010.
L'ancien bâtiment administratif de la Société anonyme des chemins de fer de Schiltigheim situé au numéro 53 de la route de Bischwiller existe toujours, il est occupé par une agence bancaire. Les voies ferrées de l'embranchement de la brasserie de l'Espérance aboutissent juste à l'arrière de celui-ci. 
Les voies et le quai de chargement situés rue de Lattre de Tassigny sont aujourd'hui en friche et recouverts par de la végétation. 
Il reste également une partie des rails de l'embranchement Fischer dans la rue de l'Embranchement.

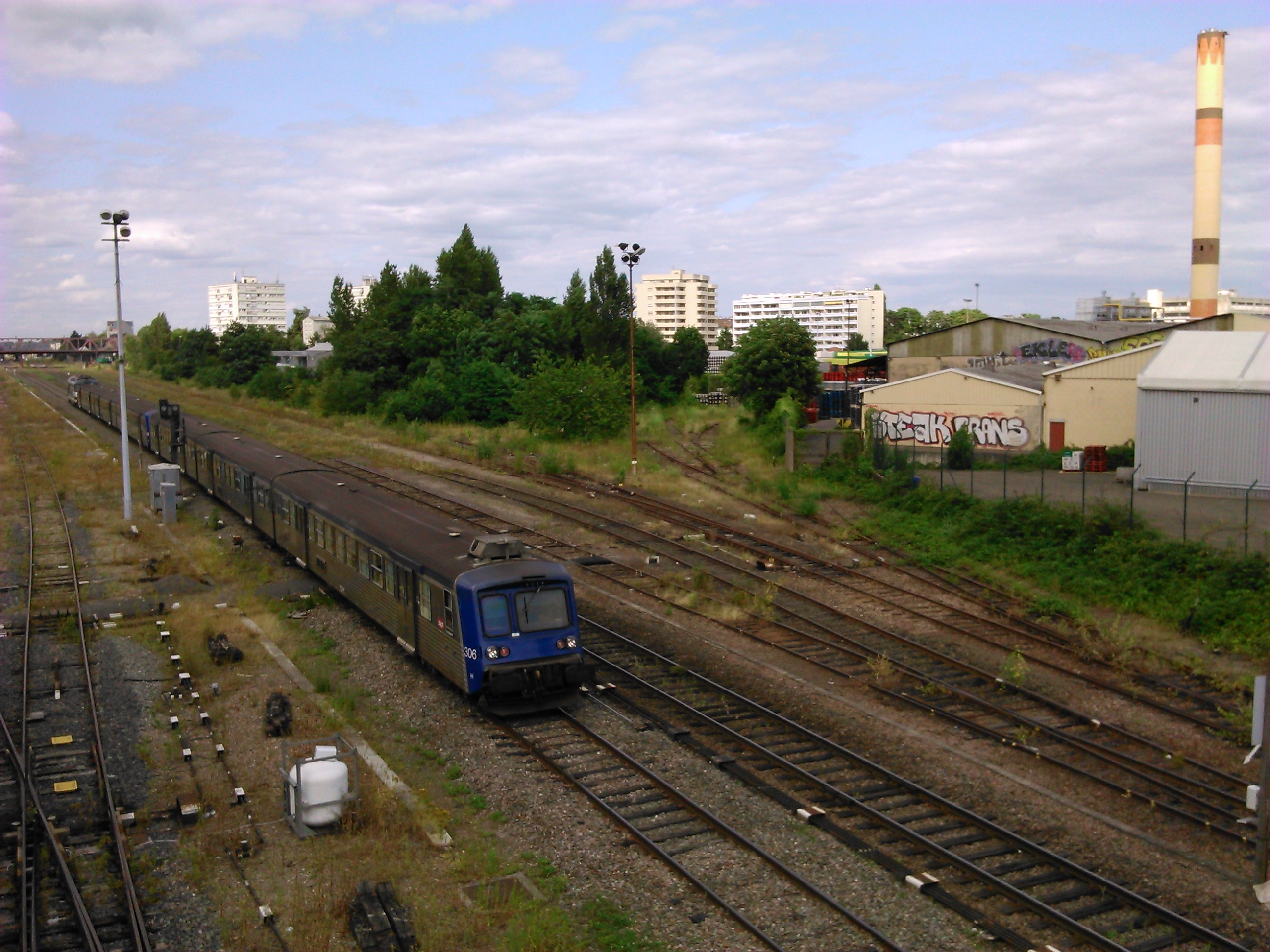
Passage d'un TER à hauteur de la gare.
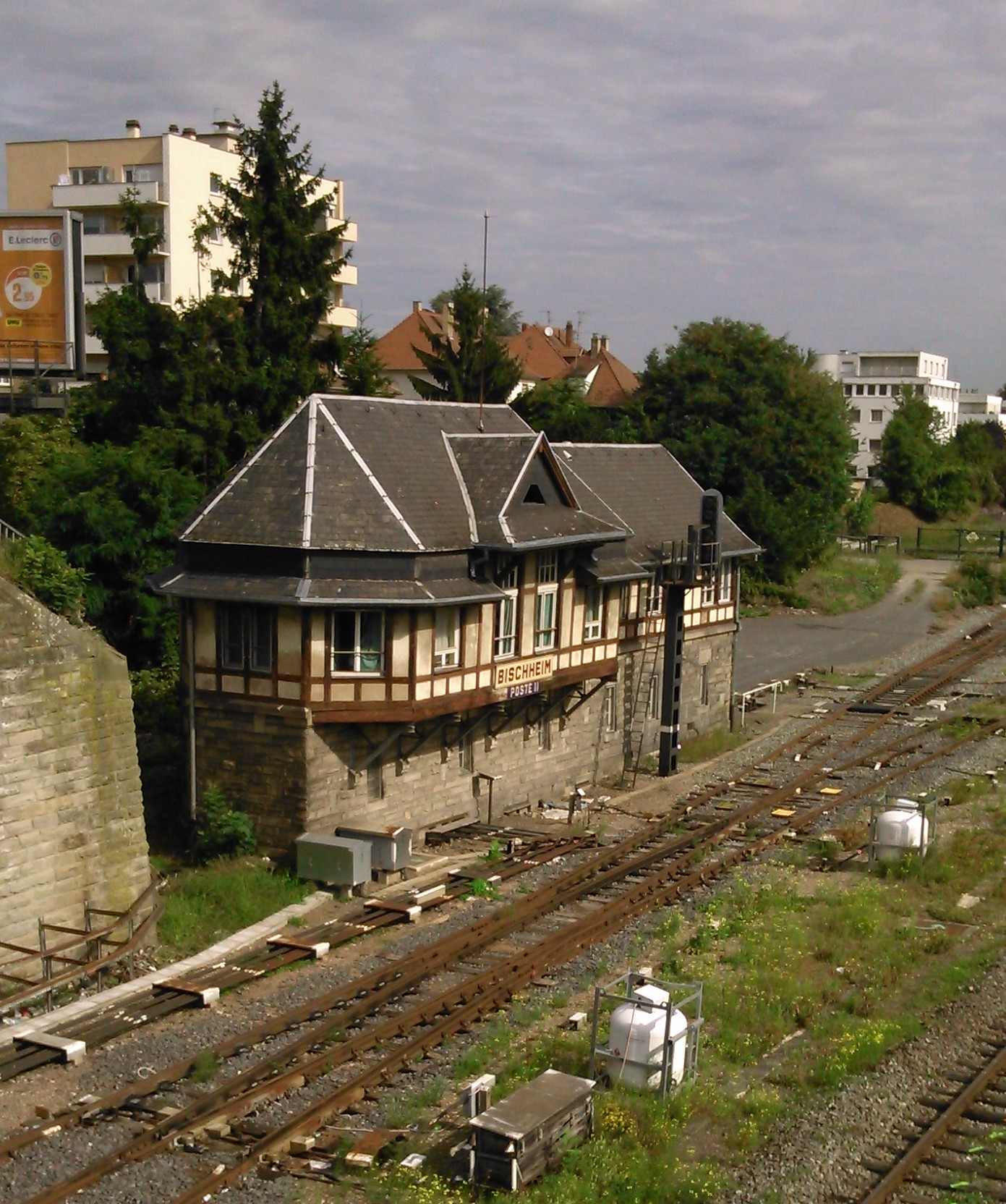
Le poste d'aiguillage.
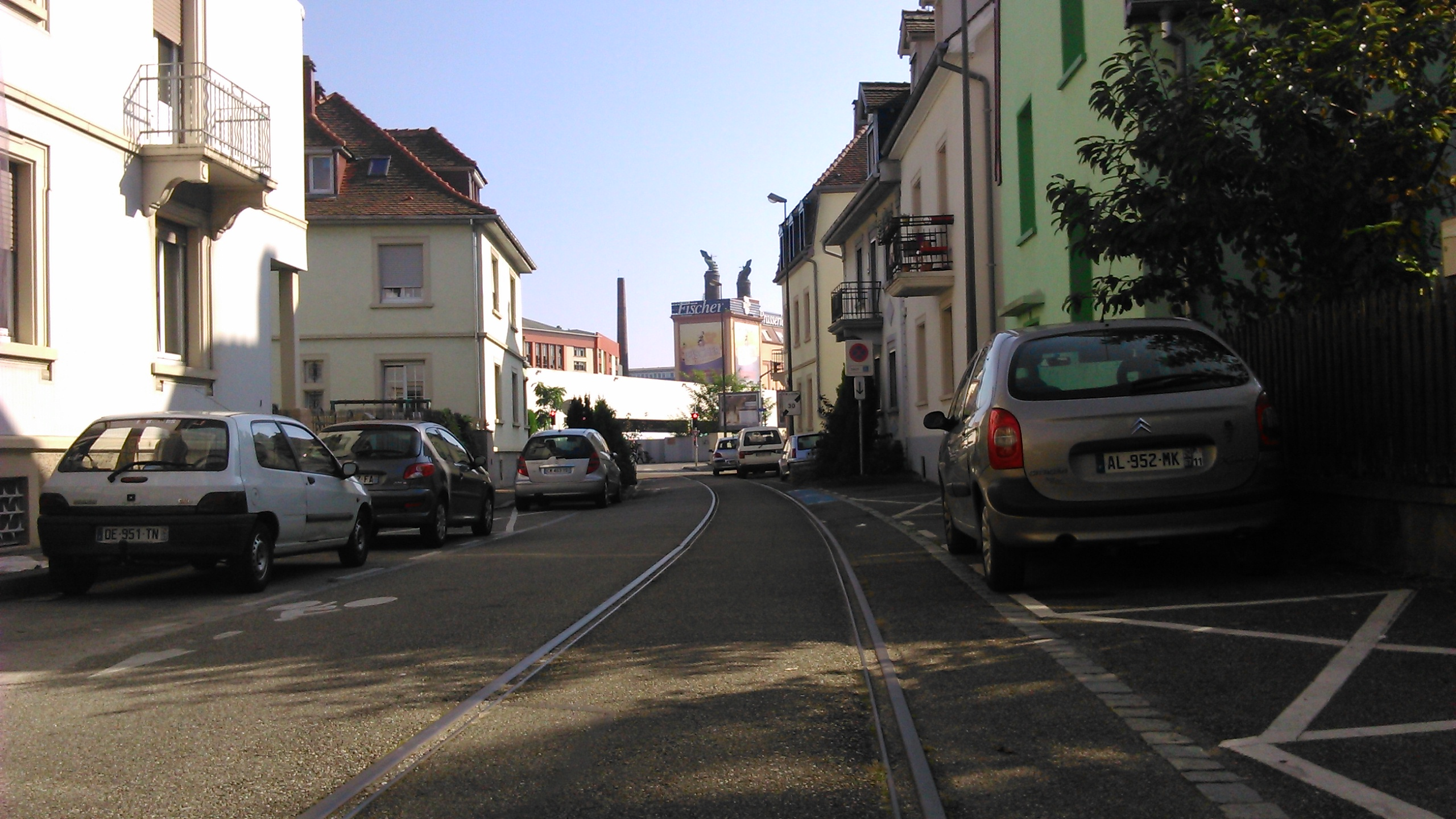
Anciens rails, rue de l'Embranchement.